# Wuttichai Tathong
Wuttichai Tathong (thailändisch วุฒิชัย ทาทอง, * 11. April 1985 in Sisaket) ist ein ehemaliger thailändischer Fußballspieler. 
Wuttichai Tathong ist der Bruder von Chainarong Tathong.

## Karriere

### Verein
Wuttichai Tathong erlernte das Fußballspielen in Bangkok bei Chula United FC, wo er 2006 auch seinen ersten Vertrag unterschrieb. Bis 2008 spielte er 46 Mal für den Club und schoss dabei 23 Tore. 2009 wechselte er zum in der ersten Liga spielenden BEC-Tero Sasana FC. Hier schoss er in 36 Spielen 15 Tore in der Thai Premier League. 2010 wurde er für ein Jahr an den Ligakonkurrenten Esan United ausgeliehen, der ihn anschließend fest verpflichtete. 2013 wechselte er nach Suphanburi zum Suphanburi FC. Suphanburi spielte ebenfalls in der ersten Liga. Nach Bangkok ging er 2014 wieder zurück, wo er einen Vertrag bei Muangthong United unterschrieb. Nach 37 Spielen wechselte er 2015 zu Port FC, einem Verein aus Bangkok der auch in der Thai Premier League spielte und nach der Saison in die zweite Liga, der Thai Premier League Division 1, abstieg. 2016 wurde er mit Port dritter der zweiten Liga und stieg somit wieder in die erste Liga auf. 2018 unterschrieb er beim Erstligisten Ubon UMT United einen Vertrag. Nach der Hinserie wechselte er zum Zweitligisten Udon Thani FC nach Udon Thani. In die dritte Liga, der Thai League 3, zog es ihn 2019, wo er sich dem Simork FC anschloss. Der Verein wurde zum Anfang der Saison gesperrt, da er die Gehälter der Spieler nicht zahlen konnte. Mitte 2019 wechselte er zum Zweitligisten Navy FC nach Sattahip. Nach sechs Spielen für die Navy beendete er Ende Dezember 2019 seine Karriere als Fußballspieler.

### Nationalmannschaft
2007 spielte Wuttichai Tathong fünfmal in der thailändischen U-23-Nationalmannschaft und schoss dabei zwei Tore.

## Erfolge

### Verein
BEC-Tero Sasana FC
- Thailändischer Pokalfinalist: 2009

### Nationalmannschaft
Thailand U23
- Südostasienspiele: 2007